# Rainui Aroita
Rainui Aroita (25 de janeiro de 1994) é um futebolista taitiano que atua como zagueiro ou volante. Atualmente, joga pelo AS Manu-Ura, além de ter atuado 2 vezes pela Seleção Taitiana.

## Carreira em clubes
Revelado pelo AS Arue, Aroita iniciou a carreira em 2011, no AS Tamarii Faa'a, clube que defendeu até 2014. No mesmo ano, foi para o AS Manu-Ura, onde permanece até hoje.
Em junho de 2013, realizou um período de testes no América Mineiro, que disputava a Série B do Campeonato Brasileiro na época, juntamente com os meia-atacantes Yohann Tihoni e Teaonui Tehau.

## Na seleção
Tendo atuado nas Seleções Sub-17 e Sub-23 do Taiti, Aroita estreou pela equipe principal dos Guerreiros de Ferro em março de 2013, contra a Nova Caledônia, sendo convocado para a Copa das Confederações disputada no Brasil. Foi um dos 2 jogadores que não entraram em campo na competição, juntamente com o zagueiro Tamatoa Wagemann.
Ele também participou da Copa das Nações da OFC de 2016, disputando a última partida da equipe na fase de grupos, contra a Nova Caledônia (empate por 1 a 1), não voltando a ser convocado desde então.

## Aparições internacionais
| # | Data                | Oponente       | Gol | Placar | Local                                 |
| - | ------------------- | -------------- | --- | ------ | ------------------------------------- |
| 1 | 26 de março de 2013 | Nova Caledônia | 0   | 0-1    | Estádio Numa Daly, Numeá              |
| 2 | 5 de junho de 2016  | Nova Caledônia | 0   | 1-1    | Estádio Sir John Guise, Porto Moresby |